# Sophronicoides
Sophronicoides is een kevergeslacht uit de familie van de boktorren (Cerambycidae). De wetenschappelijke naam van het geslacht werd voor het eerst geldig gepubliceerd in 1986 door Breuning.

## Soorten
Sophronicoides is monotypisch en omvat slechts de volgende soort:
- Sophronicoides forchhammeri Breuning, 1986